# ارکیده ریشوی لب‌تخت
ارکیده ریشوی لب‌تخت (نام علمی: Calochilus platychilus) نام یک گونه از سرده ارکیده‌های ریشو است.